# 阿洛海峽
阿洛海峽（Selat Alor）是印度尼西亞的海峽，連接北面的班達海西部和南面的薩武海，位於潘塔爾島和龍布陵島之間，把索洛群島從小巽他群島的阿洛群島分開。
8°20′00″S 123°48′00″E / 8.33333°S 123.80000°E